# Harttiella lucifer
Espèce
Harttiella lucifer est une espèce de poissons-chats d'eau douce, de la famille des Loricariidae. Cette espèce est endémique du centre de la Guyane française, du mont Galbao (d) et du massif Lucifer (d).

## Systématique
L'espèce Harttiella lucifer a été décrite en 2012 par Raphaël Covain et Sonia Fisch-Muller (d),.

## Étymologie
Son épithète spécifique, lucifer, fait référence à sa localité type, le massif Lucifer.

## Publication originale
- (en) Raphaël Covain, Sonia Fisch-Muller, Juan I. Montoya-Burgos, Jan H. Mol, Pierre-Yves Le Bail et Stéphane Dray, « The Harttiini (Siluriformes, Loricariidae) from the Guianas: a multi-table approach to assess their diversity, evolution, and distribution », Cybium, Muséum national d'histoire naturelle, vol. 36, no 1,‎ 2012, p. 115-161 (ISSN 0399-0974 et 2101-0315, DOI 10.26028/CYBIUM/2012-361-010, lire en ligne).